# 福昕PDF编辑器
福昕PDF编辑器（英語：Foxit PhantomPDF）是一款用于创建或编辑可移植文档格式文档的软件，由福建福昕软件开发股份有限公司开发。2016年，软件营收1.79亿元。根据官方声称，截至2010年，其软件用户超过一亿。

## 软件
软件分为标准版、企业版以及个人版，前两者为付费软件，个人版为共享软件。

## 事件
2010年，福昕PDF阅读器专业版开始免费。
2016年8月10日，福昕起诉金山软件旗下的WPS Office盗用福昕软件PDF技术。